# تراموا برمن
تراموا برمن (آلمانی: Straßenbahnnetz Bremen) یک سیستم تراموا در شهر برمن، آلمان است.
این تراموا که در سال ۱۸۷۶ با نیروی حرکتی اسب تأسیس و در سال ۱۸۹۲ برقی شده‌است، تراموا برمن دارای ۷ خط و ۱۱۴٫۶ کیلوکتر است.

## نگارخانه

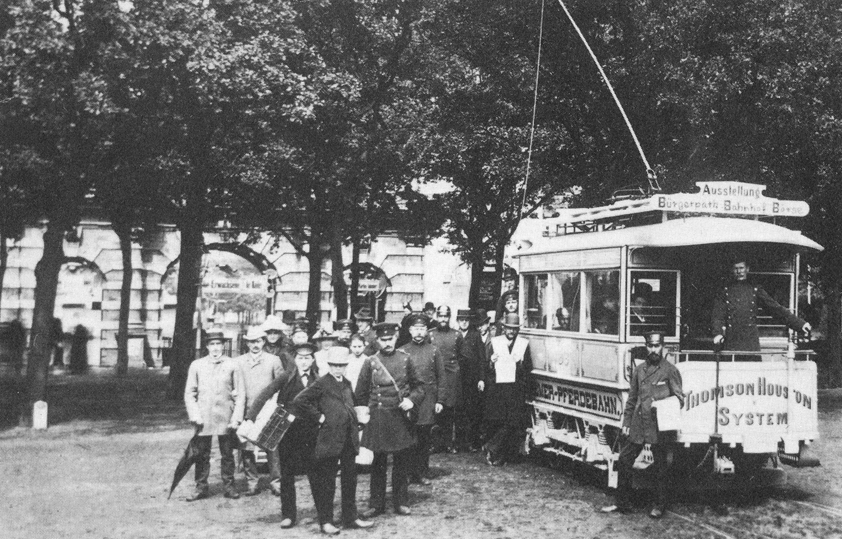
۱۸۹۰
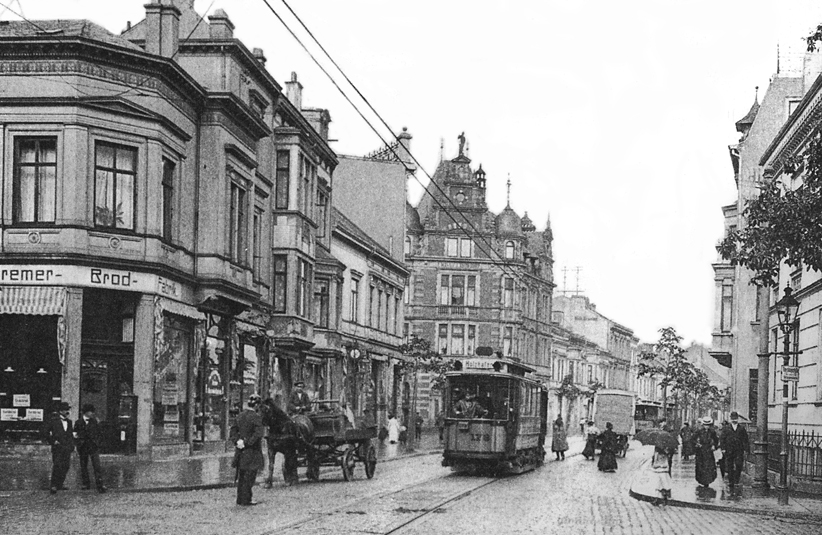
۱۹۰۰
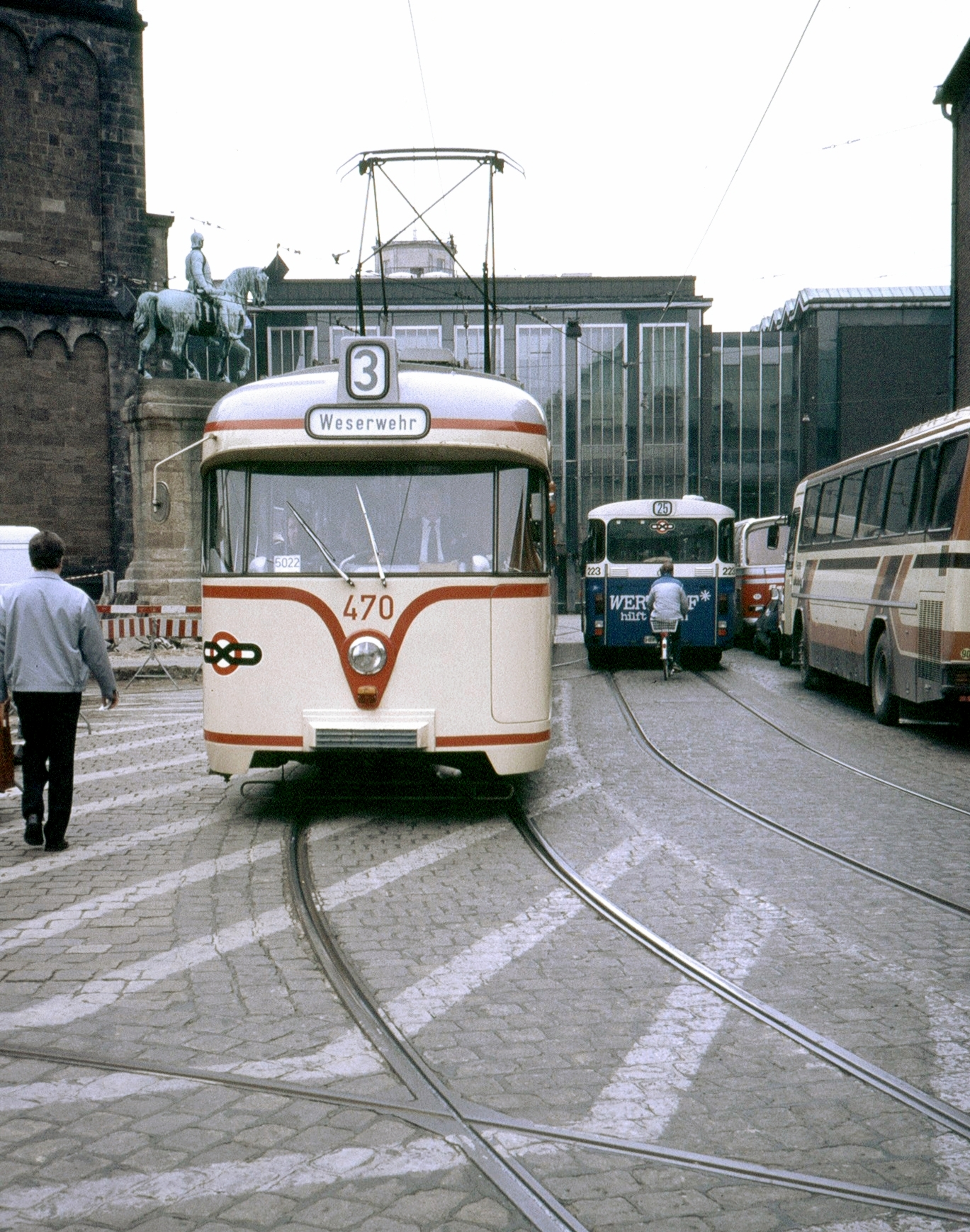
۱۹۸۷
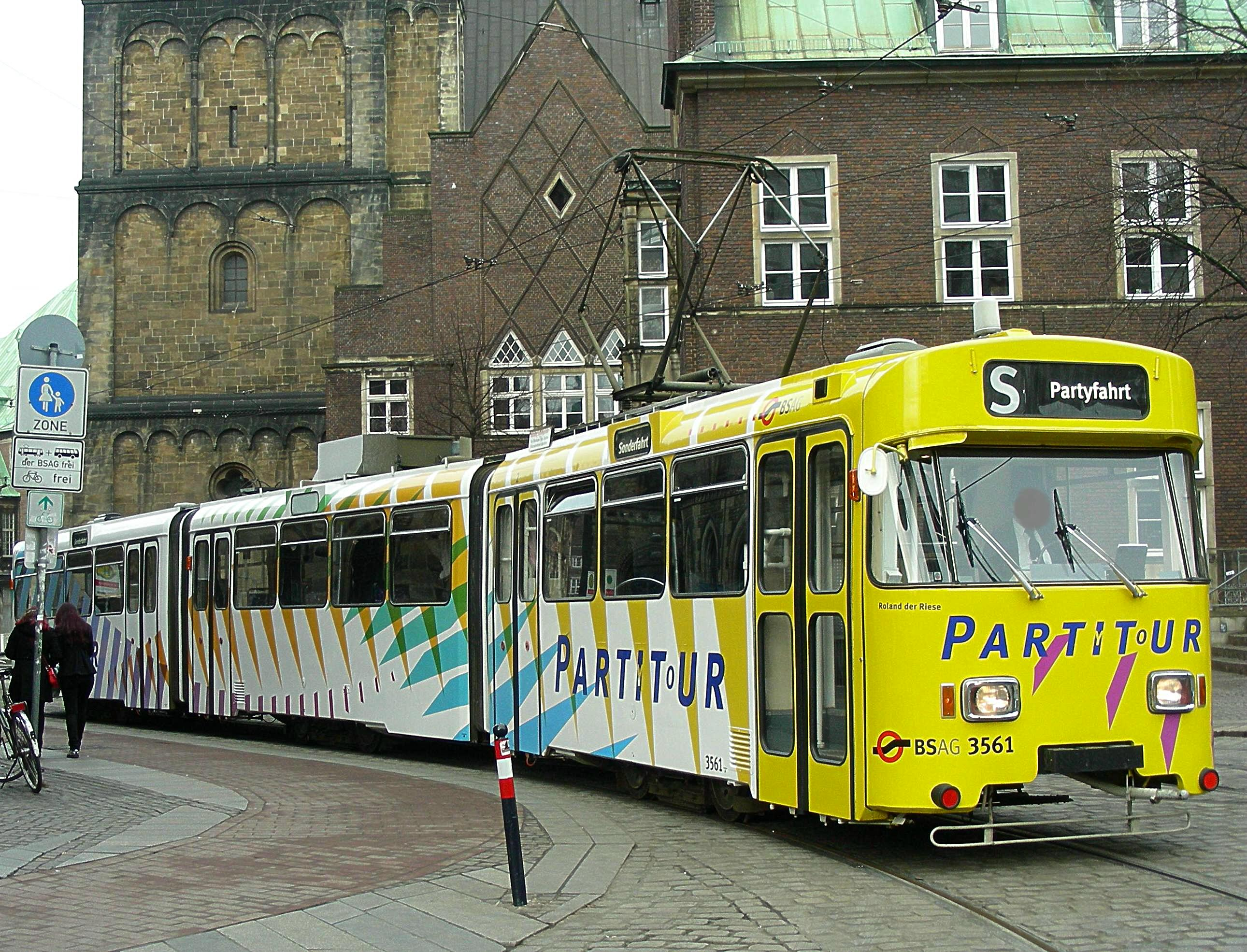
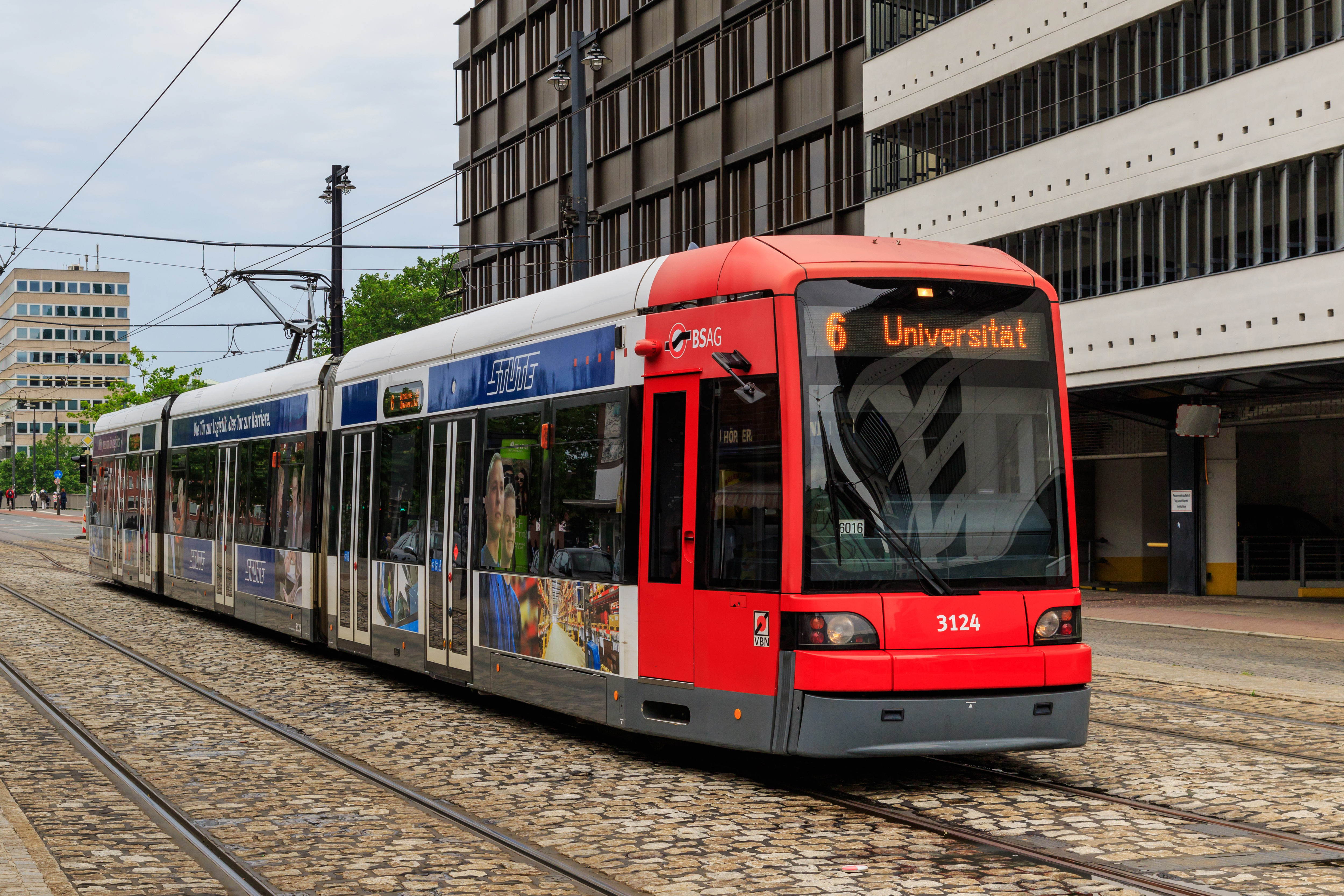
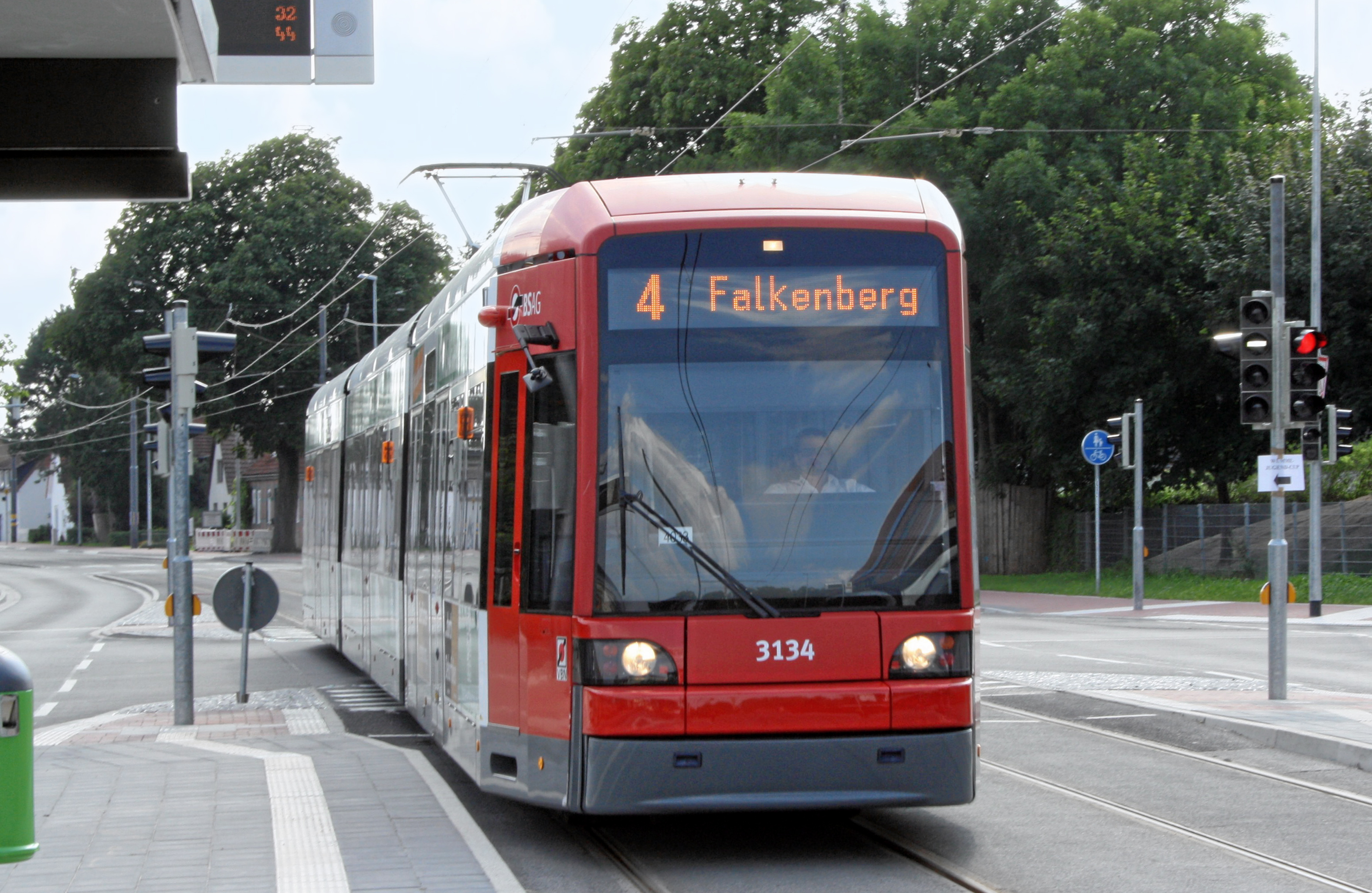
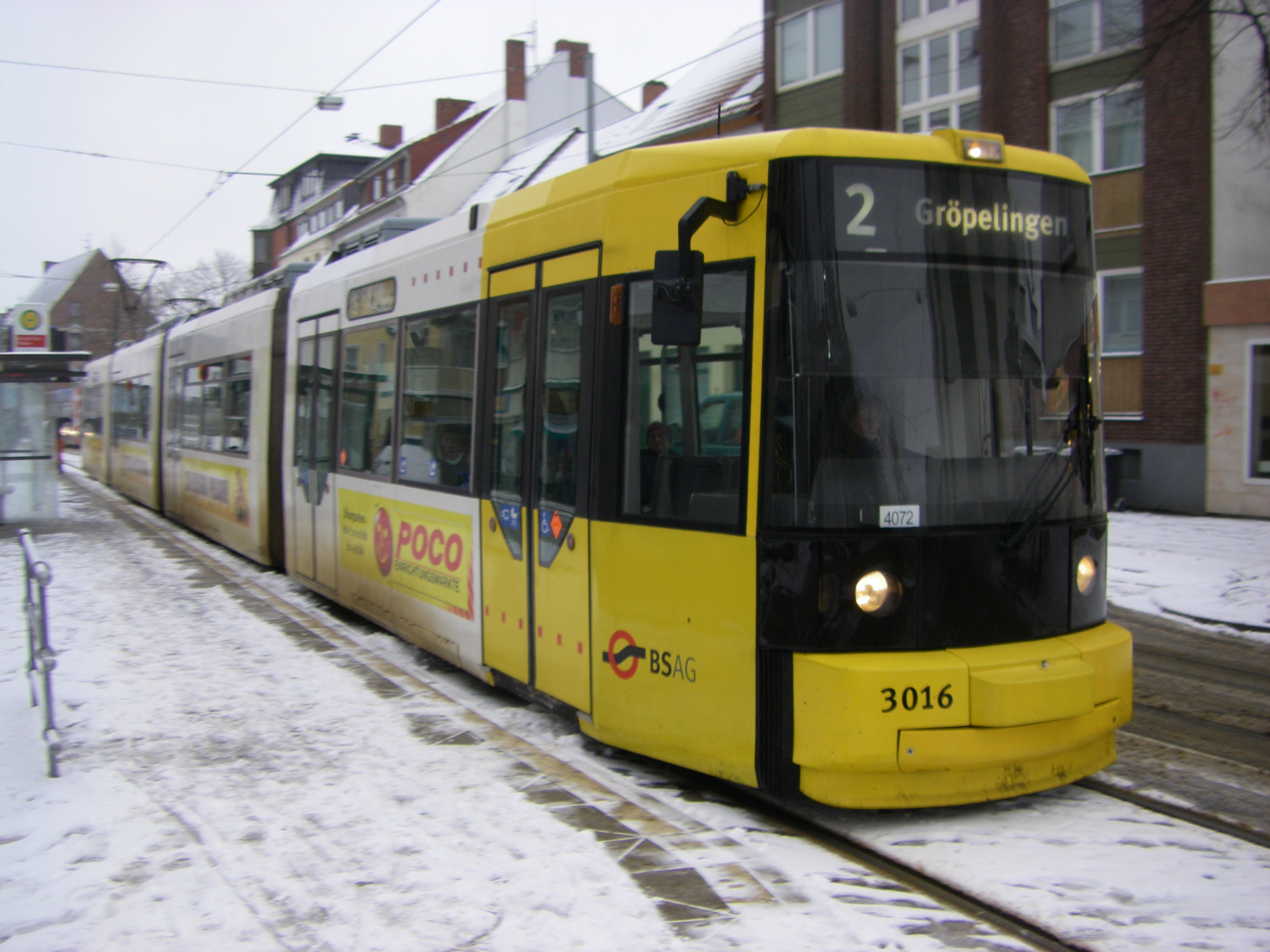
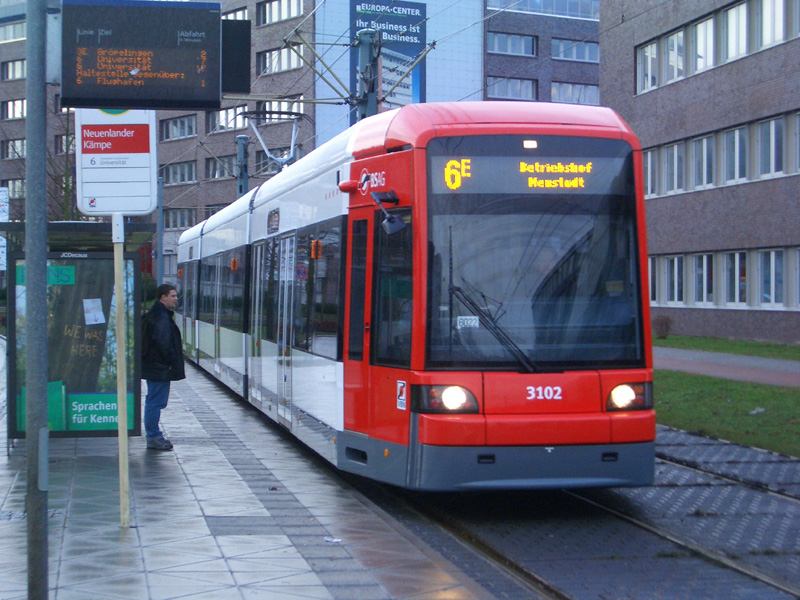